# Olivier Baroux
Pour les articles homonymes, voir Baroux.
Olivier Baroux, de son vrai nom Olivier Marie  est un comédien, réalisateur scénariste et humoriste français, né le 5 janvier 1964 à Caen. 
Il se fait d'abord connaître en formant, avec Kad Merad, le duo Kad et Olivier, puis travaille en solo, tout en retrouvant Kad de manière régulière.

## Biographie

### Débuts dans l'animation et avec Kad Merad
Olivier Baroux commence sa carrière comme animateur sur une radio libre de Caen (radio Adel) puis à Caen FM. Il sera, cinq années durant, spécialiste des grands événements sur la radio rouennaise « RVS » (Radio Vallée de Seine) où il anime Self-service.
En 1991, il entre sur Oui FM, la radio parisienne, où il rencontre Kad Merad. Le 12 mars 1992, le duo Kad et Olivier, formé à l'antenne, entame sa propre émission : Rock'n'Roll Circus. Puis ils débutent à la télévision, aidés par Jean-Luc Delarue. À la demande de Dominique Farrugia, ils vont ensuite animer sur la chaîne câblée Comédie ! », entre 1999 et 2001, La Grosse émission. Olivier fait quelques apparitions au cinéma mais sa carrière cinématographique débute réellement dans le film qu'il a écrit avec Kad : Mais qui a tué Pamela Rose ?, film réalisé en 2003 par Éric Lartigau.
En 2005, il interprète le génie dans Iznogoud du réalisateur Patrick Braoudé, d'après la bande dessinée de René Goscinny et Jean Tabary. On le voit également au générique d’Un ticket pour l'espace, comédie de science-fiction réalisée par Éric Lartigau. Par la suite, il se concentre sur les métiers de scénariste et de réalisateur.

### Carrière de réalisateur
En 2007, Olivier Baroux réalise son premier film Ce soir je dors chez toi d'après la bande-dessinée Monsieur Jean de Dupuy-Berberian. Le film est porté par le couple Jean-Paul Rouve – Mélanie Doutey, Kad Merad en second rôle. Le réalisateur enchaîne en 2009 avec la comédie d'aventures Safari, avec cette fois Kad Merad en tête d'affiche, fraîchement auréolé du succès commercial immense de Bienvenue chez les Chtis. Le duo se retrouve dès l'année suivante avec L'Italien. Toujours en 2010, il apparaît dans le clip de Diam's intitulé Peter Pan. En 2011, c'est Jean-Paul Rouve qu'il retrouve, cette fois associé à Isabelle Nanty, dans la comédie potache devenue culte Les Tuche. Le film est un succès commercial étonnant en France, avec 1,5 million de spectateurs.
En 2012, il reforme son duo comique avec Kad Merad dans une suite inattendue, Mais qui a re-tué Pamela Rose ?. Le film déçoit cependant au box-office. En 2014, On a marché sur Bangkok est cette fois un véritable flop, malgré la présence du tandem Kad Merad – Alice Taglioni en têtes d'affiche.
En 2015, il revient au film sur le couple avec Entre amis, film avec Mélanie Doutey à nouveau, et dirige pour la première fois Daniel Auteuil, Gérard Jugnot, François Berléand, Zabou Breitman et Isabelle Gélinas.
Il orchestre en 2016 le « come back » de la famille la plus populaire de France : Les Tuche 2 : Le Rêve américain dépasse le succès du premier, avec 4,6 millions de spectateurs.
En janvier 2017, il fait partie du jury présidé par Jean-Paul Rouve lors du 24e Festival international du film fantastique de Gérardmer.
En 2018, il boucle sa trilogie avec Les Tuche 3 : Liberté, Égalité, FraterniTuche qui rencontre un large succès national avec 5,6 millions de spectateurs. Ce dernier opus obtient d'ailleurs le César du public 2019.
En février 2019, après la sortie de Just a Gigolo, toujours avec son comparse Kad Merad, il confirme que Les Tuche 4 est en préparation et le film sort pour les fêtes en décembre 2021. À l'occasion de la promotion du film, il annonce le tournage d'un cinquième opus.
En juillet 2022 est sorti en France son nouveau long-métrage, la comédie Menteur avec notamment Tarek Boudali.

### Vie privée
En couple avec Coralie Baroux-Peronne, auteur-metteur en scène, Olivier Baroux a une fille actrice et réalisatrice, Enya Baroux (née en 1991), et un fils, Boris Baroux (né en 2001).

## Filmographie

### Acteur

#### Cinéma
- 1999 : Un café... l'addition de Félicie Dutertre : le type odieux
- 1999 : Jeu de vilains d'Hervé Eparvier : M. Chafouin
- 2003 : Mais qui a tué Pamela Rose ? d'Éric Lartigau : Douglas Riper
- 2003 : Rien que du bonheur de Denis Parent : Pierre 2
- 2004 : RRRrrrr!!! d'Alain Chabat : le narrateur
- 2004 : Monde extérieur de David Rault (court-métrage) : un invité
- 2005 : Iznogoud de Patrick Braoudé : le génie Ouz
- 2005 : Il était une fois dans l'oued de Djamel Bensalah : le passager suisse
- 2006 : Santa Closed de Douglas Attal (court-métrage) : le spécialiste à la télé
- 2006 : Enterrement de Julien Petit (court-métrage) : le policier
- 2006 : Un ticket pour l'espace d'Éric Lartigau : Beaulieu
- 2007 : Big City de Djamel Bensalah : le shérif
- 2009 : Neuilly sa mère ! de Gabriel Julien-Laferrière : M. Boulègue, professeur de mathématiques
- 2009 : Safari d'Olivier Baroux : le journaliste radio (voix)
- 2011 : Monsieur Papa de Kad Merad : le prétendant de Marie
- 2011 : Les Tuche d'Olivier Baroux : Monnier
- 2012 : Les Papas du dimanche de Louis Becker : Léo
- 2012 : Mais qui a re-tué Pamela Rose ? de Kad Merad et Olivier Baroux : Douglas Riper
- 2014 : On a marché sur Bangkok d'Olivier Baroux : Rodolphe, l'apnéiste
- 2016 : Les Tuche 2 : Le Rêve américain : Monnier
- 2018 : Les Tuche 3: Liberté, Égalité, Fraternituche : Monnier
- 2018 : Le Doudou de Julien Hervé et Philippe Mechelen : le père de Marie-Christine
- 2020 : Bullit et Riper : Douglas Riper
- 2021 : Les Tuche 4  : Monnier
- 2022 : Menteur : le présentateur du JT

### Télévision

#### Téléfilms
- 2015 : Soda : Le Rêve américain de Nath Dumont : Jacky

#### Séries télévisées
- 2015 : Peplum de Philippe Lefebvre[25] : Petri, l’un des deux gladiateurs
- 2016 : Léo Matteï, Brigade des mineurs (saison 4, épisode 4) : Pierre Aubin
- 2018 : Les Chamois de Philippe Lefebvre[25] : Patrick
- 2020 : La Flamme : Pascal
- 2023 : Pamela Rose, la série de Ludovic Colbeau-Justin : Douglas Riper
- 2023 : La Petite Histoire de France : Jean de la Fontaine

### Internet

#### YouTube
- 2021 : Le Luxembourg a un Incroyable Talent de Yes vous aime : membre du Jury représentant le gouvernement du Luxembourg

### Scénariste
- 2003 : Mais qui a tué Pamela Rose ? (avec Kad Merad)
- 2006 : Un ticket pour l'espace
- 2011 : Les Tuche
- 2012 : Mais qui a re-tué Pamela Rose ? (avec Kad Merad)
- 2014 : On a marché sur Bangkok
- 2018 : Les Tuche 3: Liberté, Égalité, Fraternituche
- 2019 : Just a Gigolo (avec Kad Merad)
- 2020 : Bullit et Riper
- 2021 : Les Tuche 4

### Réalisateur
- 2007 : Ce soir je dors chez toi
- 2009 : Safari
- 2010 : L'Italien
- 2011 : Les Tuche
- 2012 : Mais qui a re-tué Pamela Rose ? (avec Kad Merad)
- 2014 : On a marché sur Bangkok
- 2015 : Entre amis
- 2016 : Les Tuche 2 : Le Rêve américain
- 2018 : Les Tuche 3: Liberté, Égalité, Fraternituche
- 2019 : Just a Gigolo
- 2020 : Bullit et Riper
- 2021 : Les Tuche 4
- 2022 : Menteur

### Doublage

#### Films d'animation
- 2004 : Frère des ours : Muche, l’un des deux élans

#### Jeux vidéo
- 1995 : Kiyeko et les Voleurs de nuit
- 1997 : Les Neuf Destins de Valdo

## Distinctions
- 2007 : Prix du public et prix du jury des jeunes au Festival international des jeunes réalisateurs de Saint-Jean-de-Luz pour Ce soir je dors chez toi
- 2019 : César du public pour Les Tuche 3